# Tautas partija
Die Tautas partija (TP; deutsch Volkspartei) war eine politische Partei in Lettland. Sie war Mitglied der Europäischen Volkspartei und beschrieb sich als konservativ. Gründer und bis 2002 erster Parteivorsitzender war Andris Šķēle. Nach dem offiziellen Ausscheiden Šķēles aus der Politik hatte Atis Slakteris den Vorsitz. 

## Geschichte
Bei der Parlamentswahl am 5. Oktober 2002 erreichte sie 20 der 100 Sitze im lettischen Parlament Saeima (1998: 24). Sie stellte nach 2004 mit Artis Pabriks u. a. den Außenminister Lettlands und mit Aigars Kalvītis auch den Ministerpräsidenten. Zusammen mit der Neuen Zeit (JL), der Ersten Partei Lettlands (LPP) und dem Bündnis der Grünen und Bauern (ZZS) war die TP bis 2010 Teil einer Regierungskoalition und stellte 6 Minister im Kabinett Kalvītis I und Kabinett Kalvītis II.
Für die Parlamentswahl 2010 bildeten die Tautas Partija, die Latvijas Pirmā partija/Latvijas Ceļš (LPP/LC) und andere Gruppen das Wahlbündnis Par Labu Latviju! (Für ein gutes Lettland!), das jedoch nur insgesamt 8 Sitze gewann. Aufgrund eines Entschlusses des Parteitages wurde die ehemalige Regierungspartei am 9. Juli 2011 aufgelöst. Im August wurde ein Gerichtsbeschluss über Rückforderungen wegen unerlaubten Überweisungen aus der Staatskasse in Höhe von 1,03 Millionen Lats fällig. Am 26. Oktober gab die ehemalige Generalsekretärin und Verantwortliche für die Auflösung Ramona Pitena die Zahlungsunfähigkeit der ehemaligen Regierungspartei bekannt: in der Kasse befanden sich lediglich 3000 Lats.

## Ergebnisse bei Lettischen Parlamentswahlen
- Parlamentswahl 1998: 21,2 % damit 24 Sitze (von 100) – stärkste Partei im Parlament
- Parlamentswahl 2002: 16,6 % damit 20 Sitze (von 100)
- Parlamentswahl 2006: 19,5 % damit 23 Sitze (von 100) – stärkste Partei im Parlament
- Parlamentswahl 2010: 7,8 % damit zusammen mit LPP/LC 8 Sitze (von 100)